# وزیر دفاع ژاپن
وزیر دفاع ژاپن (انگلیسی: Minister of Defense) عضو کابینه ژاپن و رهبر وزارت دفاع و مسئول اداره اجرایی نیروهای مسلح ژاپن است. مقام فرماندهی و اقتدار وزیر دفاع بر نیروهای دفاع‌ازخود ژاپن، پس از نخست وزیر ژاپن، که فرمانده کل قوا است، در رتبه دوم قرار دارد.
سمت وزیر دفاع ژاپن نخستین بار در سال ۲۰۰۷ تشکیل شد و نخستین وزیر دفاع فومیئو کیوما بود. وزیر دفاع توسط نخست وزیر منصوب می‌شود و عضو شورای امنیت ملی ژاپن است. وزیر دفاع فعلی، جن ناکاتانی است که در ۱ اکتبر ۲۰۲۴ به این سمت منصوب شد.